# Obinna Nwaneri
Obinna Nwaneri (ur. 19 marca 1982 w Lagos) – nigeryjski piłkarz grający na pozycji środkowego obrońcy.

## Kariera klubowa
Obinna pochodzi z Lagos i tam też stawiał swoje pierwsze piłkarskie kroki w klubie Julius Berger FC. Do pierwszej drużyny trafił w 2000 roku i od razu wskoczył do pierwszej jedenastki zespołu. Z zespołem, który rok wcześniej walczył o utrzymanie w lidze, Nwaneri niespodziewanie został mistrzem kraju. W 2001 roku Julius Berger nie grało już tak dobrze jak rok wcześniej. Co prawda w lidze przy dużym udziale Obinny straciło po Enyimbie najmniej bramek w lidze, ale zajęło dopiero 10. pozycję, a do tego odpadło w fazie grupowej Ligi Mistrzów. W 2002 roku Julius Berger zajęło 6. pozycję, ale w finale Pucharu Nigerii zwyciężyło 3:0 z Yobe Desert Stars. Nwaneri grał w finale pełne 90 minut.
W 2003 roku Obinna przeszedł do mistrza kraju, Enyimby, klubu, który przy dużych nakładach finansowych zaczął sprowadzać najlepszych zawodników w kraju do siebie. Środek obrony Enyimby Nwaneri stanowił z Romanusem Orjintą i między innymi przy ich dobrej postawie klub z Aby został mistrzem kraju. Klub dobrze radził sobie także w Lidze Mistrzów i okazał się lepszy w finale od Ismaily SC z Egiptu, stając się tym samym pierwszym nigeryjskim klubem w historii, który wygrał najważniejsze rozgrywki klubowe Afryce. W 2004 roku Nwanweri był kapitanem Enyimby i zespół po raz drugi z rzędu został najlepszym na kontynencie. Obinna wystąpił w zwycięskim finale z Espérance Tunis i sam wykorzystał ostatniego, decydującego karnego w serii rzutów karnych i Enyimba wygrała w nich 5:3. Zespół nie zdołał jednak wywalczyć mistrzostwa Nigerii i został wicemistrzem oddając prymat drużynie Dolphins FC.
Pod koniec 2004 roku Nwaneri uzgodnił warunki kontraktu z Orlando Pirates, jednak kluby nie doszły do porozumienia w sprawie kwoty transferu. Ostatecznie Nwaneri przeszedł do tunezyjskiego Esperance. W lidze zagrał w 7 meczach i ze swoim klubem zakończył sezon na 4. miejscu. Rok później Esperance już nie miał sobie równych w ekstraklasie i został mistrzem kraju. Nwaneri miał w tym duży udział i do tego sukcesy przyczynił się dobrą grą w obronie.
Zimą 2007 roku Obinna przeszedł do szwajcarskiego klubu FC Sion i od razu został zawodnikiem wyjściowej jedenastki. W 2010 roku odszedł do kuwejckiego klubu Kazma SC. Od 2012 roku do końca kariery grał w Malezji, w takich klubach jak: Kelantan FA, Johor Darul Takzim, ATM FA i Perlis FA.
| Sezon   | Klub                  | Kraj       | Rozgrywki              | Mecze | Bramki |
| ------- | --------------------- | ---------- | ---------------------- | ----- | ------ |
| 2000    | Julius Berger FC      | Nigeria    | Nigeria Premier League | ?     | ?      |
| 2001    | Julius Berger FC      | Nigeria    | Nigeria Premier League | ?     | ?      |
| 2002    | Julius Berger FC      | Nigeria    | Nigeria Premier League | ?     | ?      |
| 2003    | Enyimba FC            | Nigeria    | Nigeria Premier League | ?     | ?      |
| 2004    | Enyimba FC            | Nigeria    | Nigeria Premier League | ?     | ?      |
| 2004/05 | Esperance Tunis       | Tunezja    | Championnat de Tunisie | 7     | 0      |
| 2005/06 | Esperance Tunis       | Tunezja    | Championnat de Tunisie | 10    | 0      |
| 2006/07 | Esperance Tunis       | Tunezja    | Championnat de Tunisie | 10    | 0      |
| 2006/07 | FC Sion               | Szwajcaria | Swiss Super League     | 17    | 0      |
| 2007/08 | FC Sion               | Szwajcaria | Swiss Super League     | 27    | 1      |
| 2008/09 | FC Sion               | Szwajcaria | Swiss Super League     | 16    | 0      |
| 2009/10 | FC Sion               | Szwajcaria | Swiss Super League     | 11    | 1      |
| 2010/11 | Kazma SC              | Kuwejt     | Kuwaiti Premier League | 28    | 3      |
| 2012    | Kelantan FA           | Malezja    | Malaysia Super League  | 18    | 1      |
| 2013    | Kelantan FA           | Malezja    | Malaysia Super League  | 19    | 0      |
| 2014    | Kelantan FA           | Malezja    | Malaysia Super League  | 13    | 0      |
| 2014    | Johor Darul Takzim FC | Malezja    | Malaysia Super League  | ?     | ?      |
| 2015    | ATM FA                | Malezja    | Malaysia Super League  | ?     | ?      |
| 2016    | Perlis FA             | Malezja    | Malaysia Super League  | ?     | ?      |

## Kariera reprezentacyjna
W 2002 roku Obinna znajdował się w szerokiej kadrze 54 zawodników, jako kandydat do wyjazdu na finały MŚ 2002. Ostateczne jednak nie pojechał na tę imprezę.
W pierwszej reprezentacji Nigerii Nwaneri zadebiutował 5 września 2004 roku w zwycięskim 3:0 wyjazdowym meczu z Zimbabwe, rozegranym w ramach kwalifikacji do Mistrzostw Świata w Niemczech. W tym samym roku wystąpił również w towarzyskim meczu z RPA.
W 2005 roku Nwaneri wystąpił w 3 meczach eliminacyjnych do Mundialu 2006, a w 2006 roku został powołany do kadry na Puchar Narodów Afryki 2006. Tam był rezerwowym obrońcą i wystąpił w 3 meczach – od 88. minuty w wygranym 1:0 grupowym meczu z Ghaną, od 86. minuty w wygranym ćwierćfinale meczu z Tunezją oraz pełne 90 minut w wygranym 1:0 meczu o 3. miejsce z Senegalem.

## Sukcesy
- Mistrzostwo Nigerii: 2000 z Julius Berger, 2003 z Enyimbą
- Puchar Nigerii: 2002 z Julius Berger
- Liga Mistrzów: 2003, 2004 z Enyimbą
- Mistrzostwo Tunezji: 2006 z Esperance
- 3. miejsce w PNA: 2006